# 367392 Zeri
367392 Zeri este o planetă minoră (asteroid), cu un diametru de 4,634 km, din centura de asteroizi. A fost descoperită pe 31 iulie 2008 la  de Vincenzo Silvano Casulli⁠(d) și a fost numită după Federico Zeri⁠(d). 
Obiectul prezintă o orbită caracterizată de o semiaxă mare de 2,9937399469171 UAi, o excentricitate de 0,21521519839934, o înclinație de 11,167000647093 ° în raport cu ecliptica.